# William Laparra
William Laparra (Bordeaux, 1873 – Valle de Hecho, 1920) è stato un pittore francese.

## Biografia
Fratello del compositore Raoul Laparra, iniziò i suoi studi d'arte presso la Scuola di disegno di Bordeaux. In seguito, nel 1892, si trasferì a Parigi per seguire i corsi dell'Académie Julian. Fu pertanto allievo di Bouguereau assieme a Tony Robert-Fleury e a Jules Lefebvre e, nel 1898, vinse il Prix de Rome.

Dieci anni dopo, nel 1908, Laparra si recò in Spagna, terra che amava e che lo affascinava come era avvenuto per il fratello musicista Raoul, e vi rimase per un anno. Al suo ritorno si stabilì a Boulogne-Billancourt frequentando artisti come Landowski e Zuloaga.

Sposò Fanny Bertrand, figlia del geologo Marcel Alexandre Bertrand e sorella della pittrice Claire Bertrand che, a sua volta, era la moglie del pittore Willy Eisenschitz.

Espose le sue opere spesso e con una certa continuità, in particolare al Salon degli artisti francesi nel 1914.
Fra i suoi allievi, si ricorda Israel Abramofsky.
Laparra morì nel 1920, durante un soggiorno in Spagna, in Aragona, a Valle de Hecho. Aveva 47 anni.

I suoi lavori sono stati esposti numerose volte in mostre retrospettive, delle quali la più recente è stata organizzata nel 1997 a Bordeaux, e oltre cento delle sue opere sono state acquistate dai musei nazionali.

## Opere

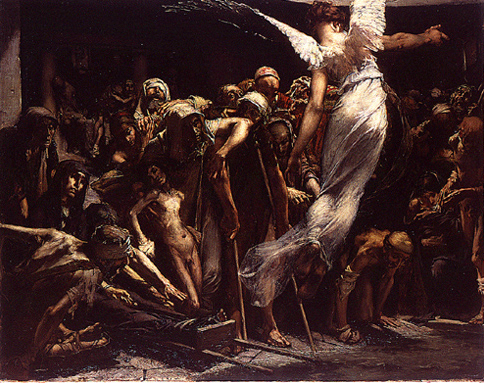
La piscina d Betsaida

### Musei che custodiscono sue opere
- Museo del Louvre, Parigi, numerosi disegni.
- Museo d'Orsay, Parigi, diversi dipinti.
- Museo della Piscina, a Roubaix, Ritratto di ragazza dal turbante verde, 1912.
- École nationale supérieure des beaux-arts, a Parigi: dipinto.
- Museo di Belle arti di Bordeaux: moltissimi disegni, numerosi dipinti.
- Museo di Belle arti di Rouen: dipinto.
- Museo di Belle arti di Pau: dipinto.